# Vanity Fair
A Vanity Fair (magyarul: Hiúság vására) brit hetilap, amelyet 1868 és 1914 között Londonban adtak ki.

## Története
A lapot A Weekly Show of Political, Social and Literary Wares alcímmel Thomas Gibson Bowles alapította azzal a szándékkal, hogy kipellengérezze a viktoriánus kori Anglia társadalmi hiúságait. Az első szám 1868. november 7-én került forgalomba Londonban. A magazin cikkeket kínált olvasóinak a divatról, aktuális eseményekről, bemutatókról, könyvekről, társasági eseményekről és a legújabb pletykákról; sorozatokat, szójátékokat és egyéb szórakoztató írásokat is közölt.
Bowles különféle álnevekkel írt a folyóiratban, mint például a „Jehu Junior”, amely a bibliai Jehu prófétára utalt. A magazin olyan híres nevek hozzászólásait fogadta, mint Lewis Carroll, Willie Wilde, P. G. Wodehouse, Jessie Pope és Bertram Fletcher Robinson (aki 1904 júniusától 1906 októberéig szerkesztő volt).
A Vanity Fair utolsó száma 1914. február 5-én jelent meg.

## Karikatúrák
A magazin számos számában volt egy egész oldalas színes litográfia egy-egy korabeli híresség vagy méltóság karikatúrájával, és éppen ezekről a karikatúrákról ismerik ma leginkább a Vanity Fairt.
A képviselt témák nagyon változatosak voltak: művészek, sportolók, államférfiak, tudósok, szerzők, színészek, katonák és tudósok. Ezeket a karikatúrákat nemzetközi művészek egy csoportja készítette, köztük a brit Max Beerbohm és leginkább Sir Leslie Ward (aki „Spy” álnéven írta alá műveit), az olasz Carlo Pellegrini (más néven „Singe” majd „Ape”) és Liborio Prosperi („Lib”), a francia James Tissot és az amerikai Thomas Nast.

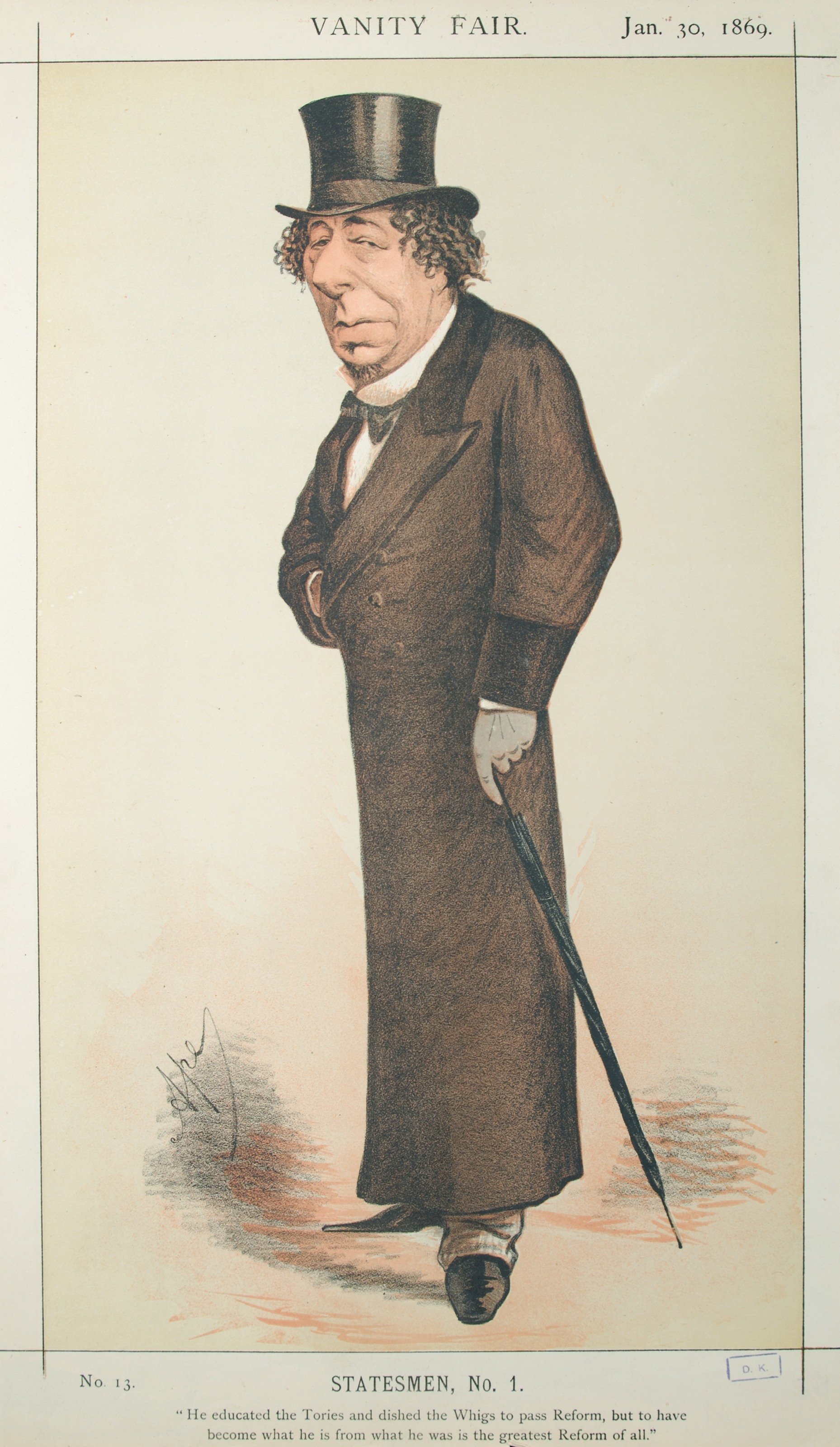
Benjamin Disraeli, Carlo Pellegrini, 1869
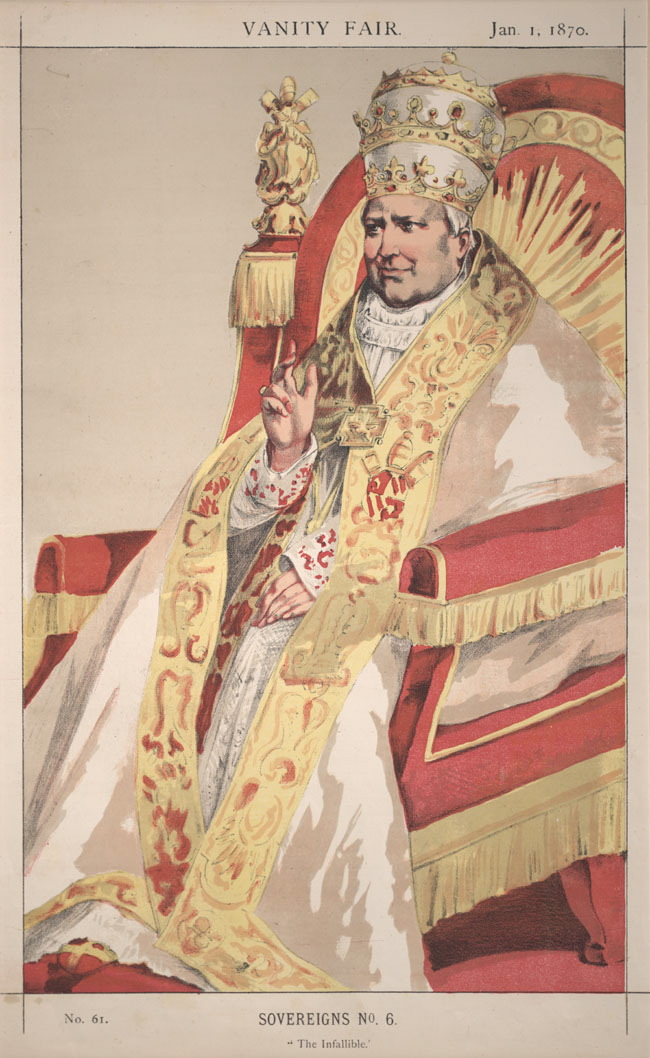
IX. Piusz pápa, 1870
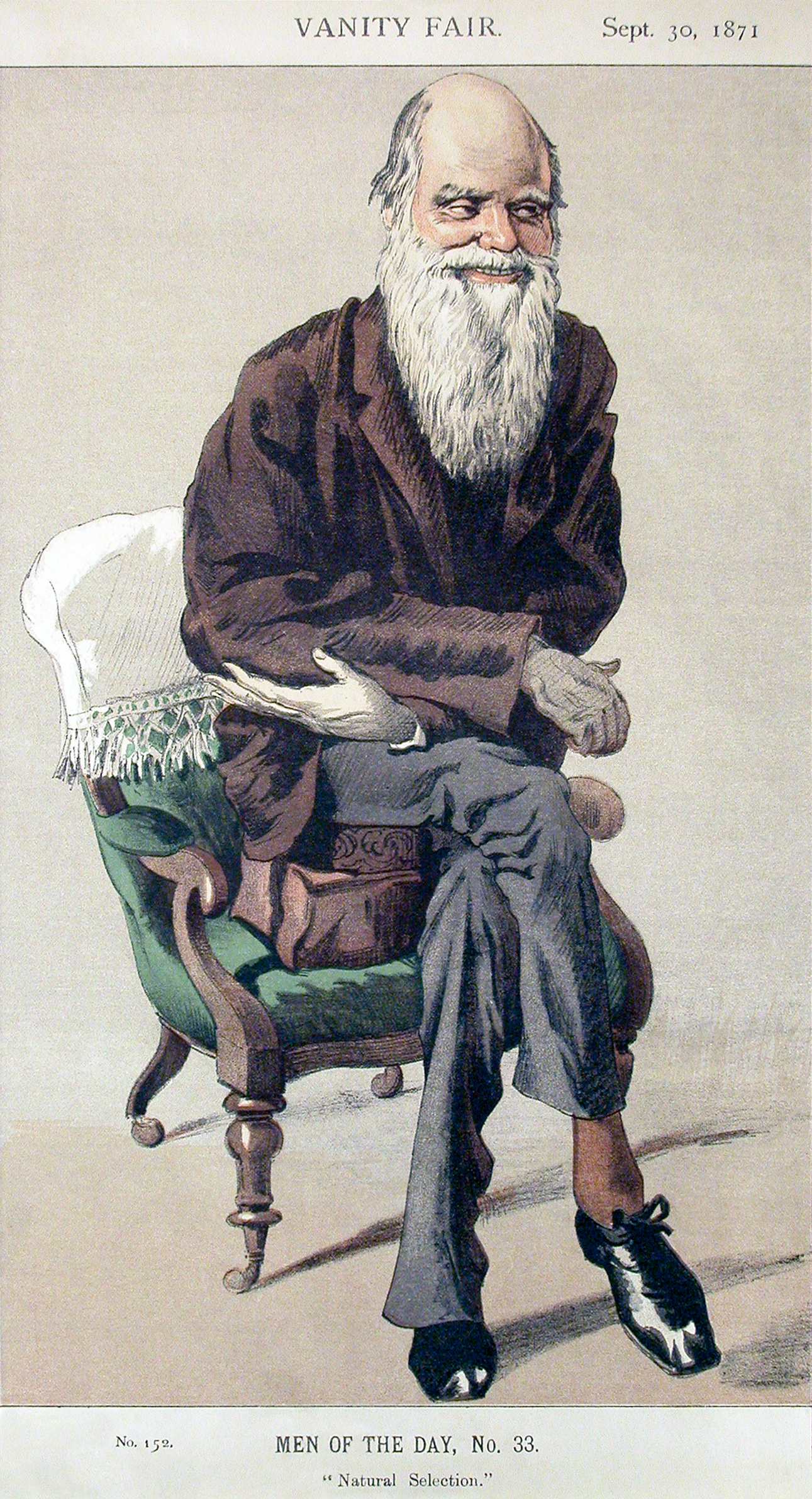
Charles Darwin, James Tissot, 1871
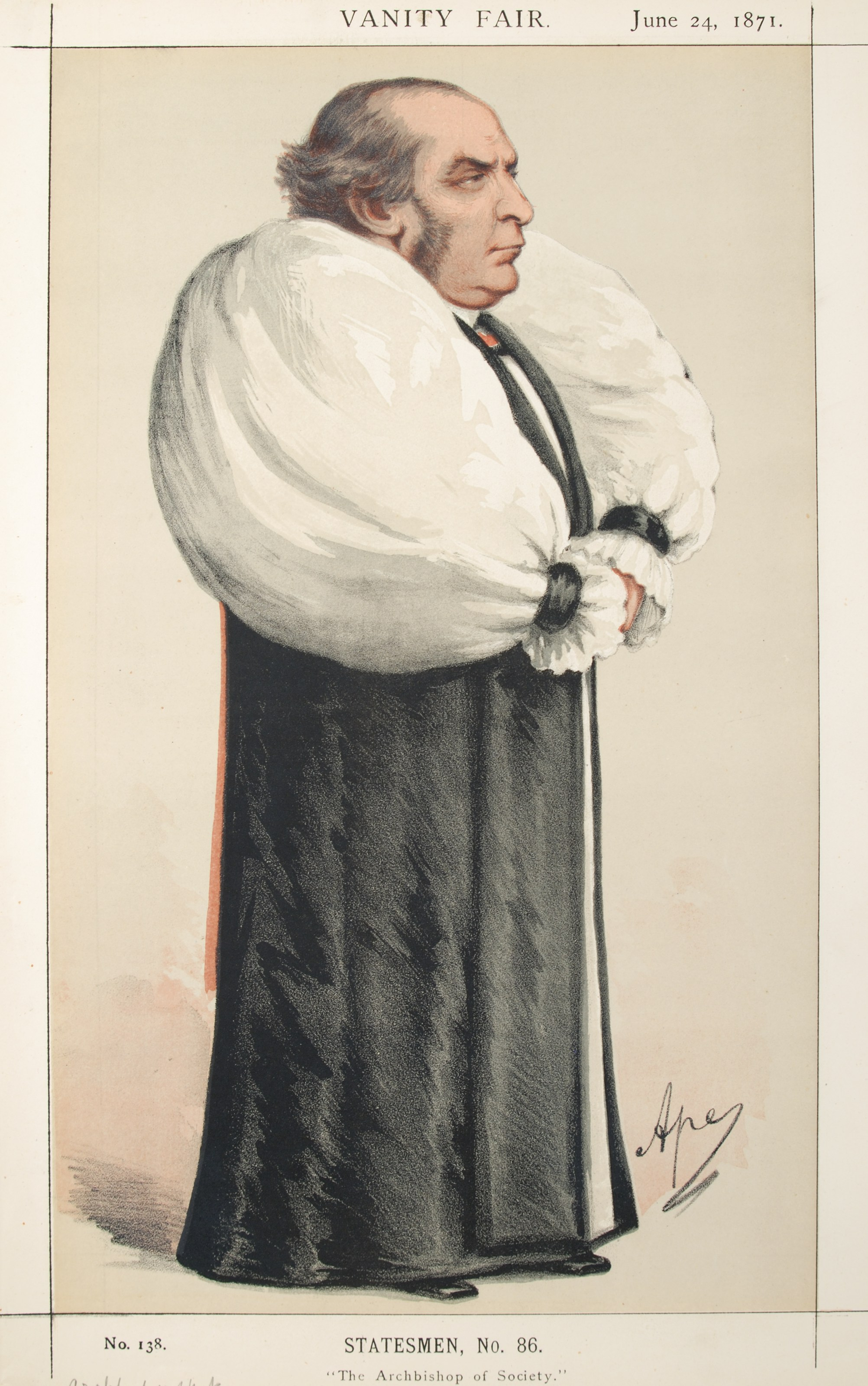
William Thomson, York érseke, Carlo Pellegrini, 1871
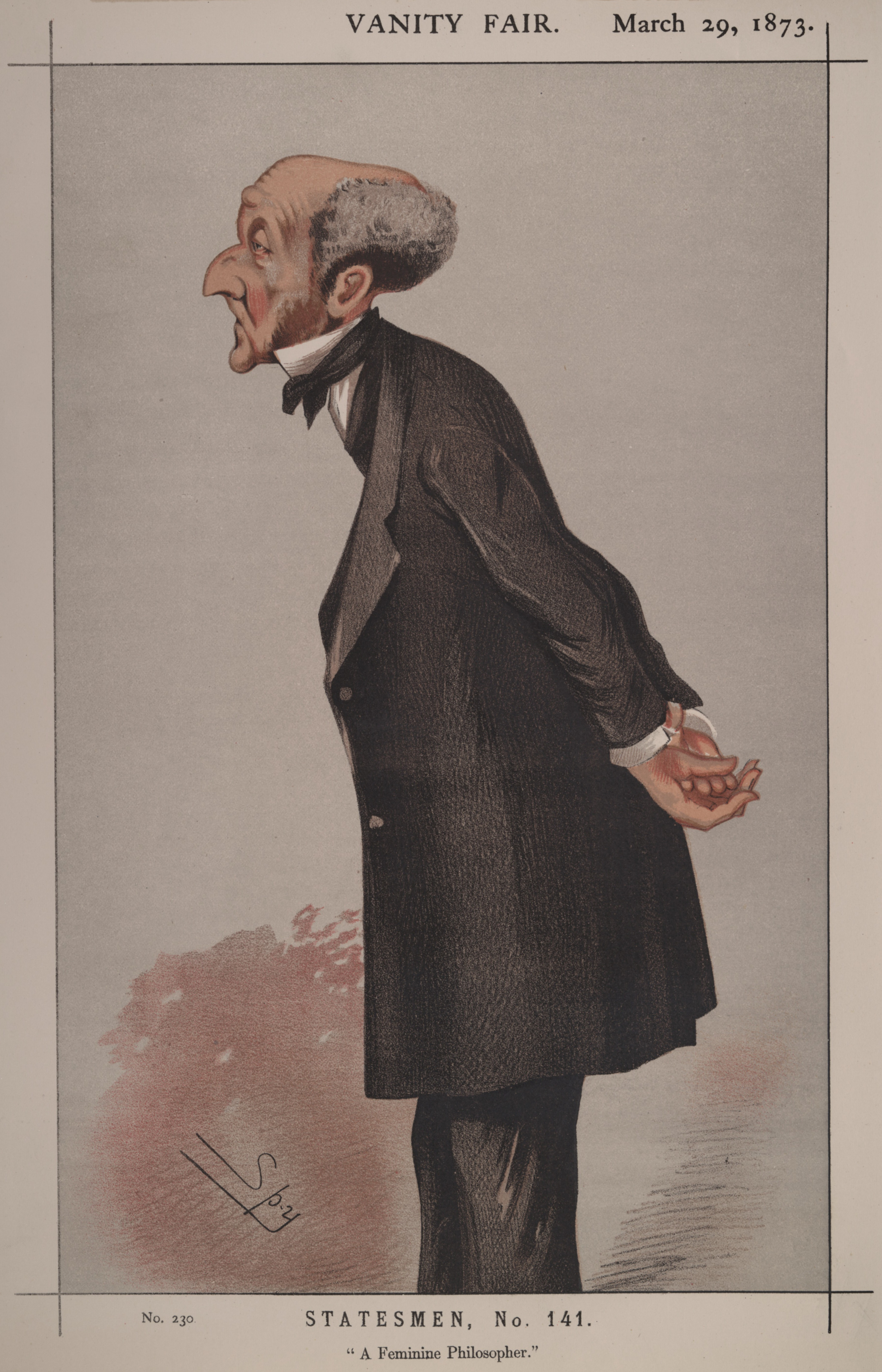
John Stuart Mill, „Spy”, 1873
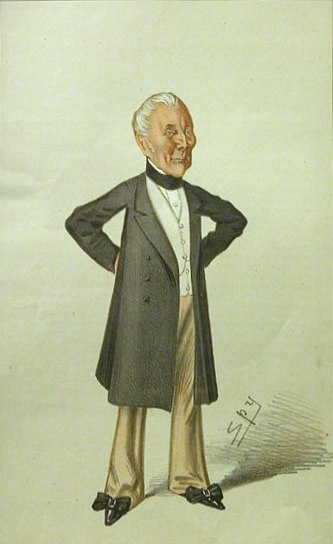
William Maynard Gomm marsall, „Spy”, 1873
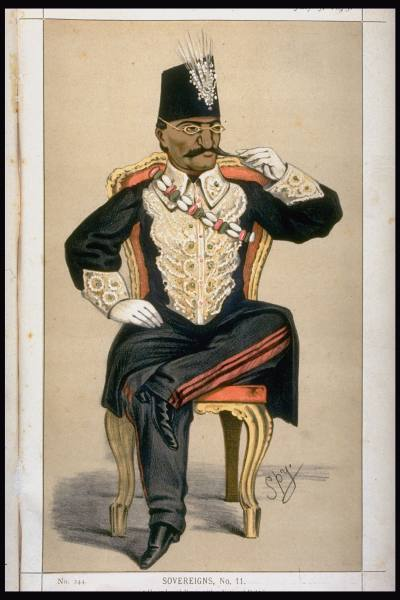
Nászer ad-Din perzsa sah, „Spy”, 1873
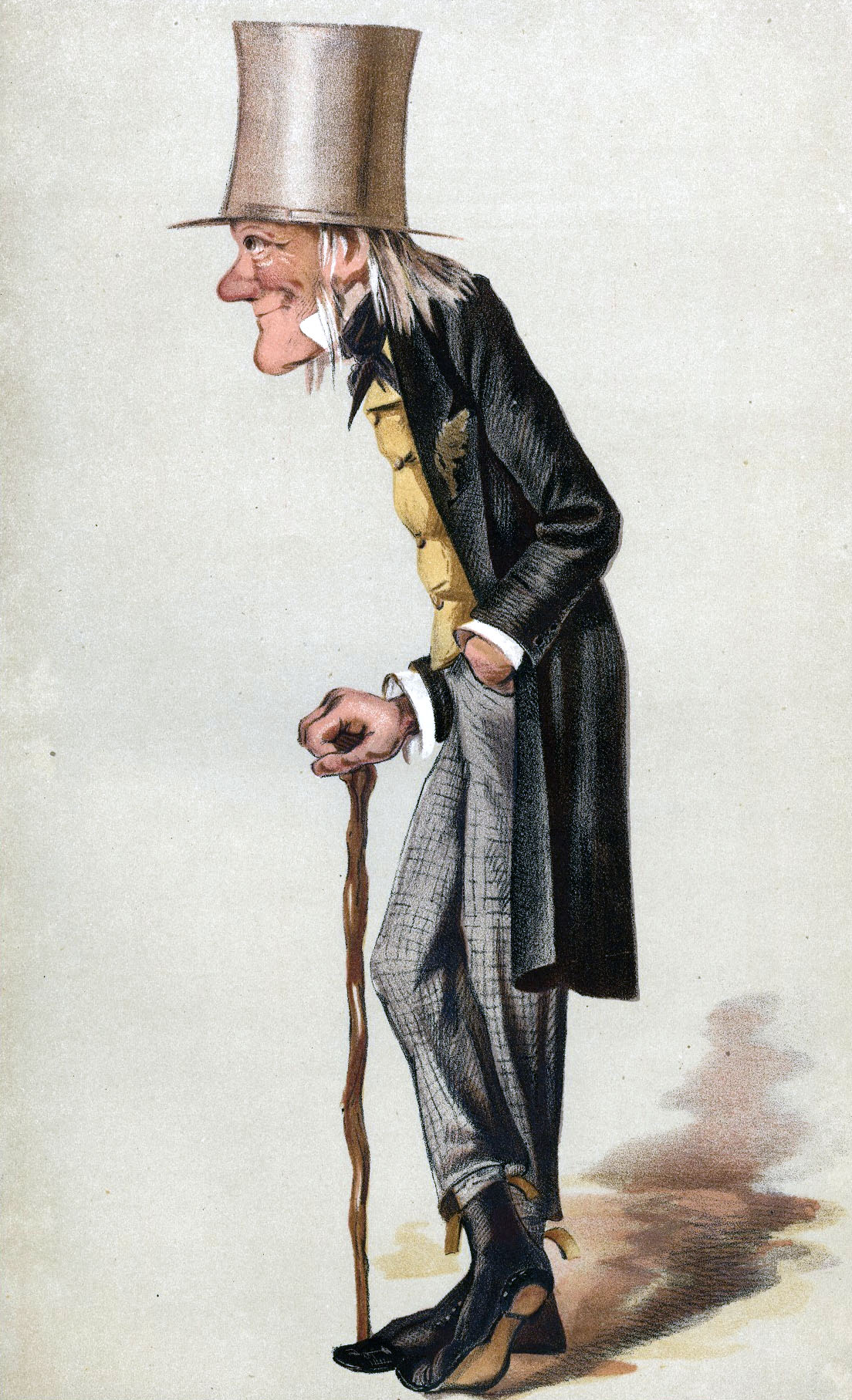
Richard Owen, Carlo Pellegrini, 1873
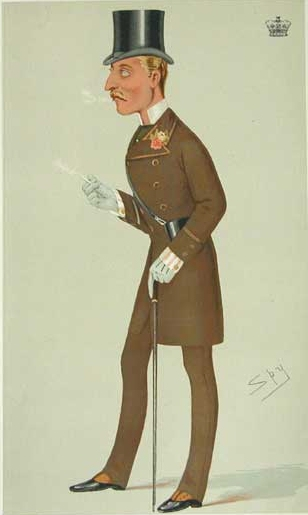
Artúr brit királyi herceg, „Spy”, 1876
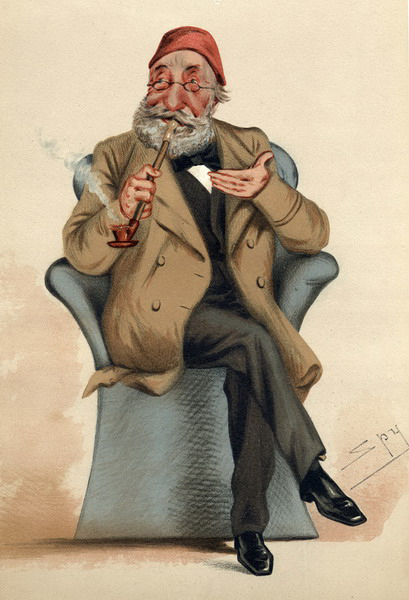
Midhat Pasha, „Spy”, 1877
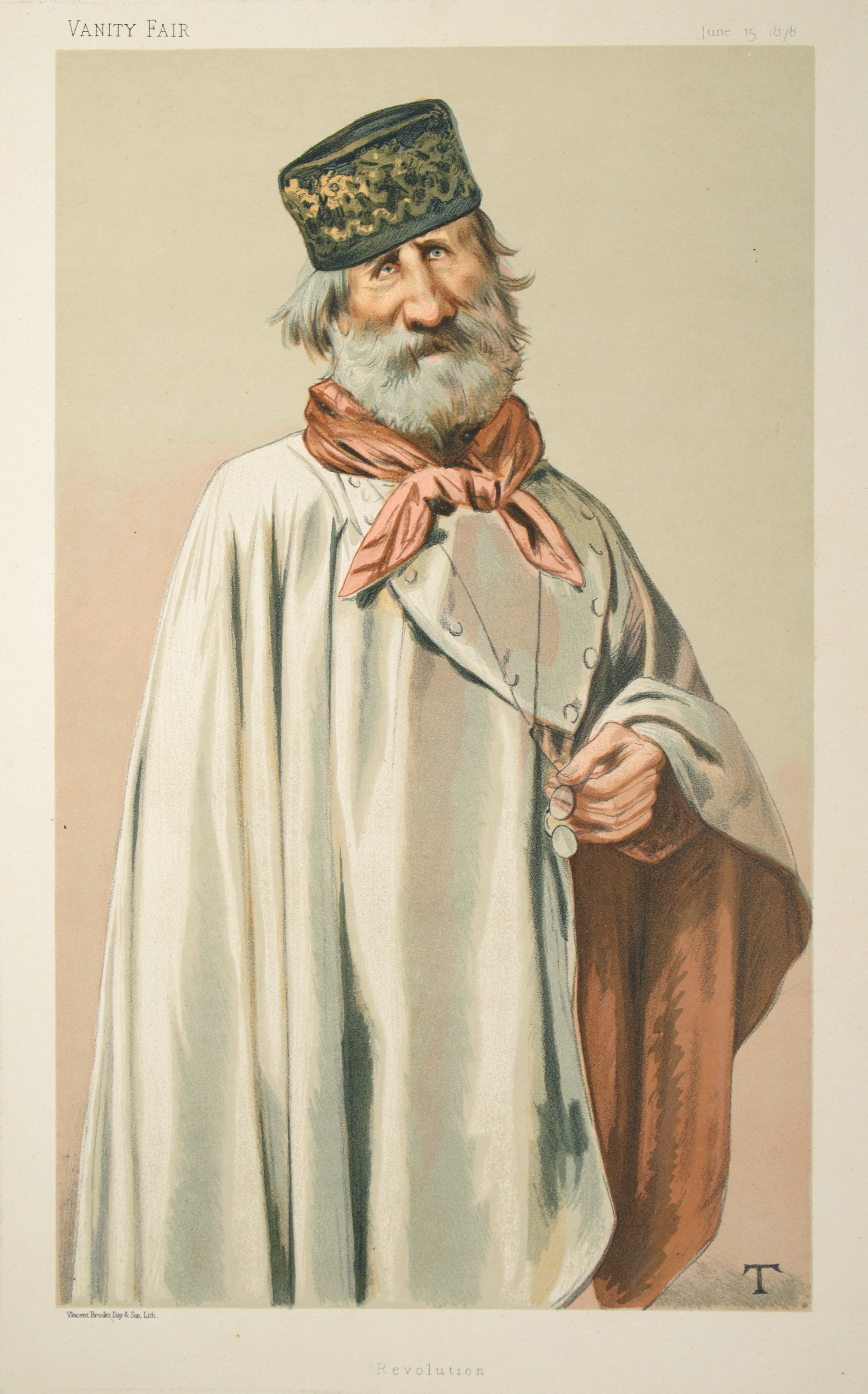
Giuseppe Garibaldi, 1878
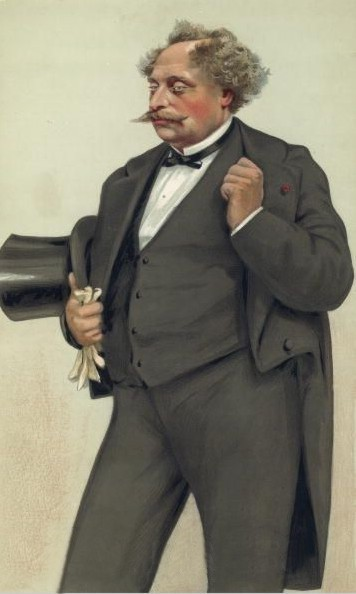
Ifj. Alexandre Dumas, Théobald Chartran, 1879
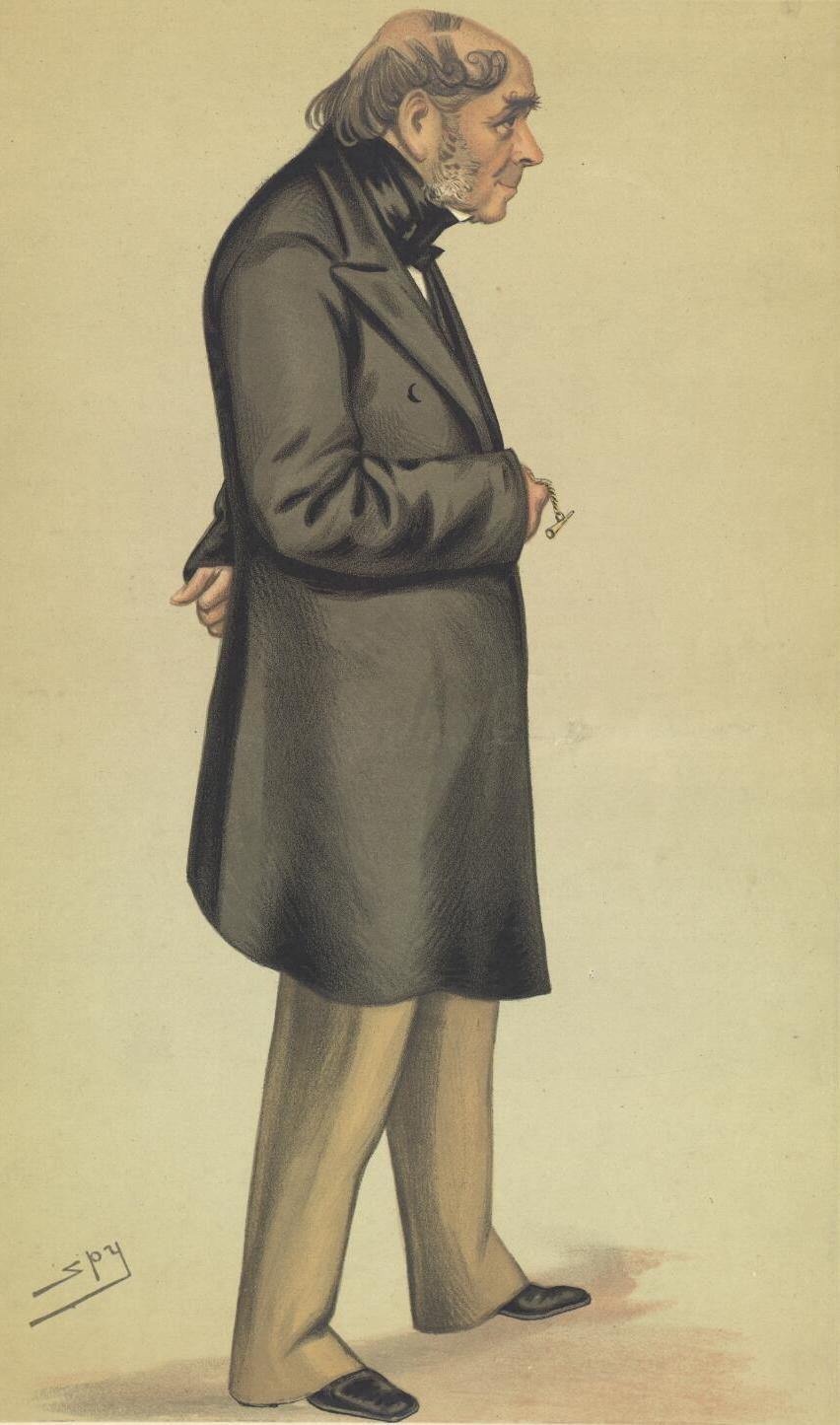
Sir Henry Bessemer, „Spy”, 1880
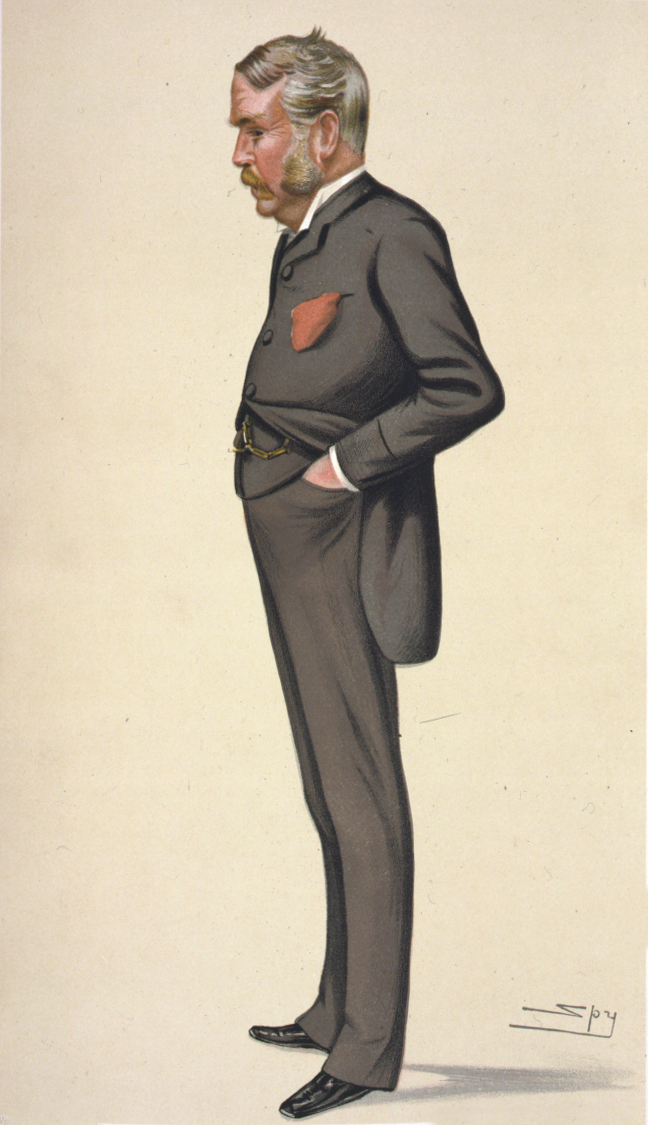
W. S. Gilbert író, „Spy”, 1881
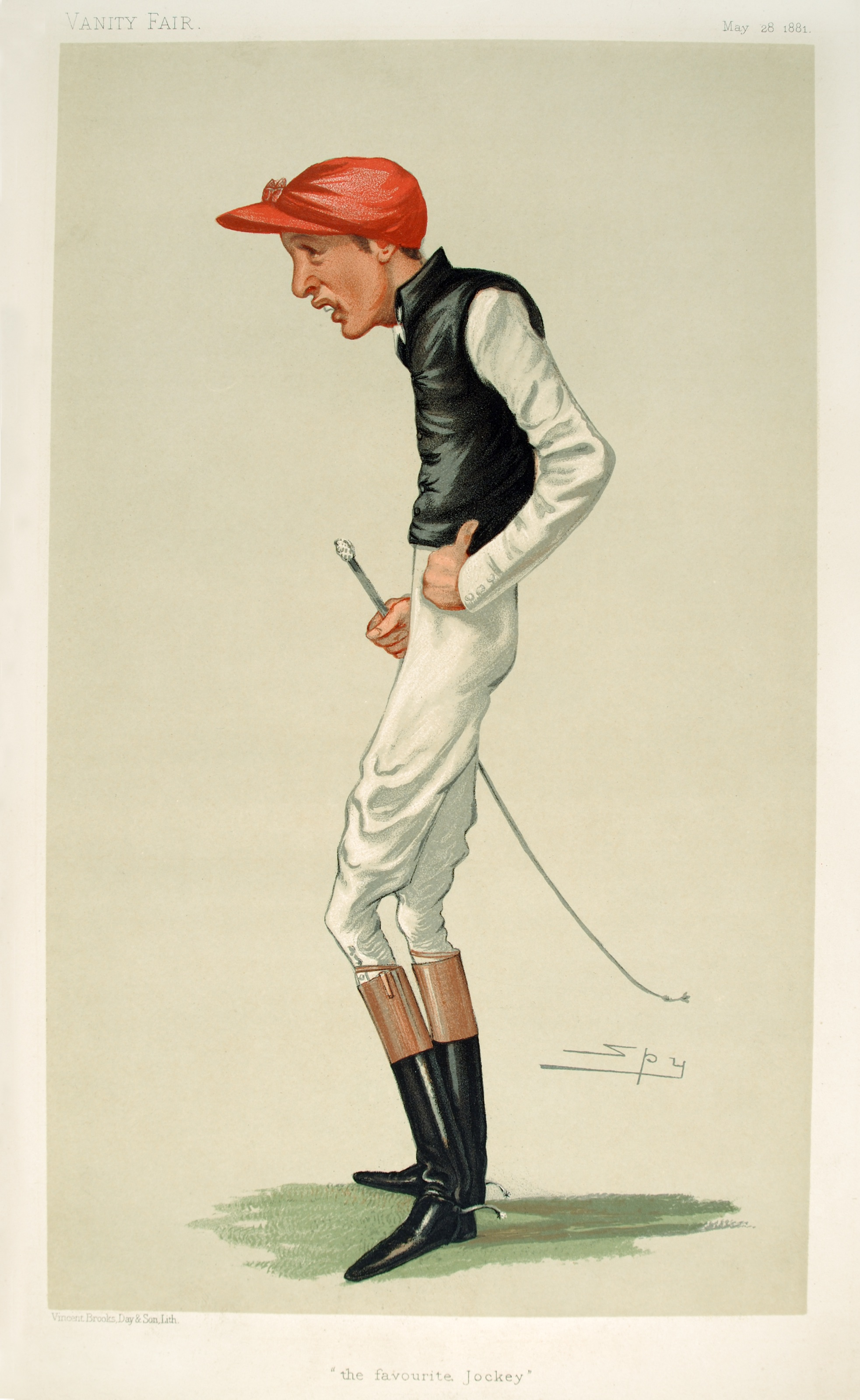
Fred Archer zsoké, „Spy”, 1881
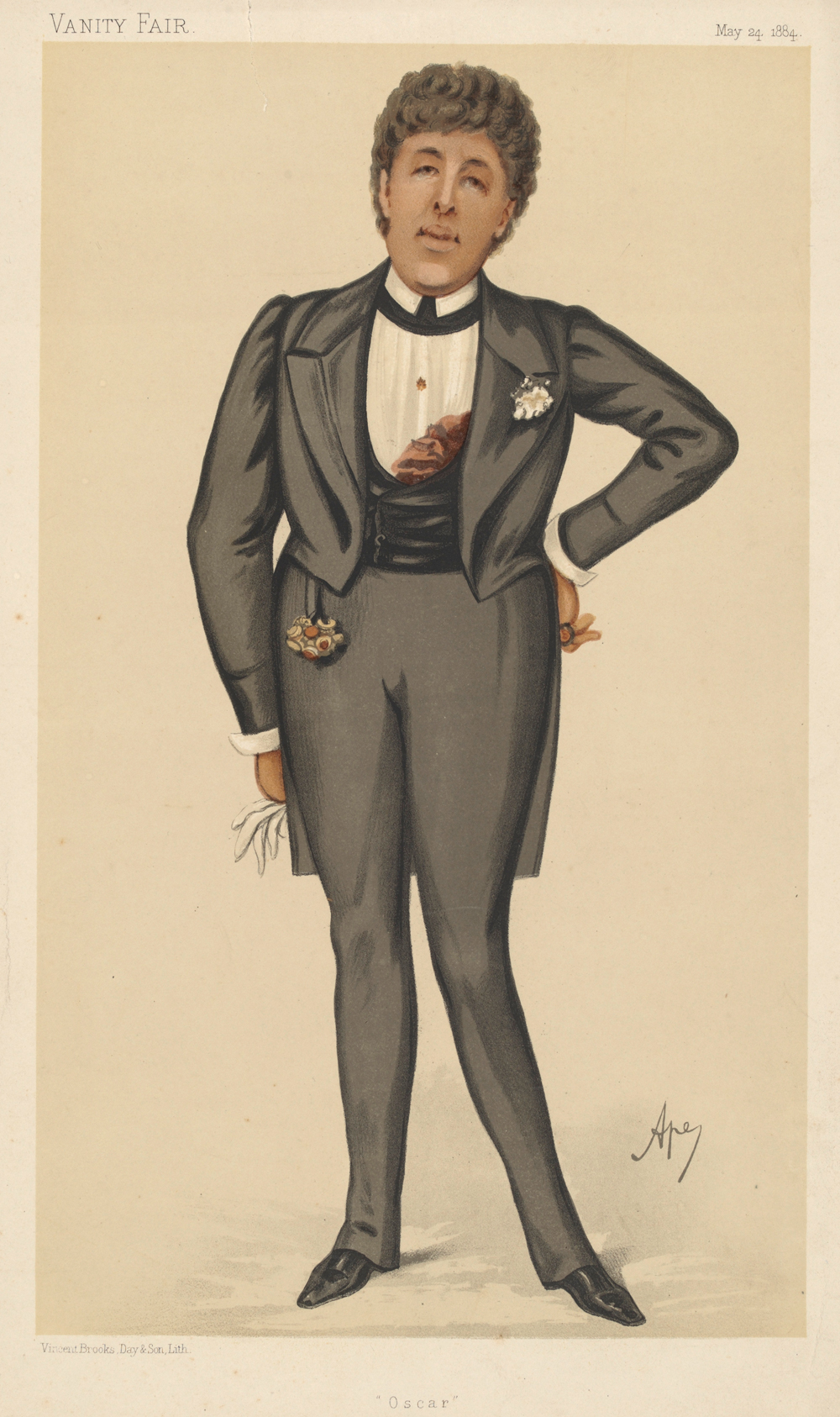
Oscar Wilde, Carlo Pellegrini, 1884
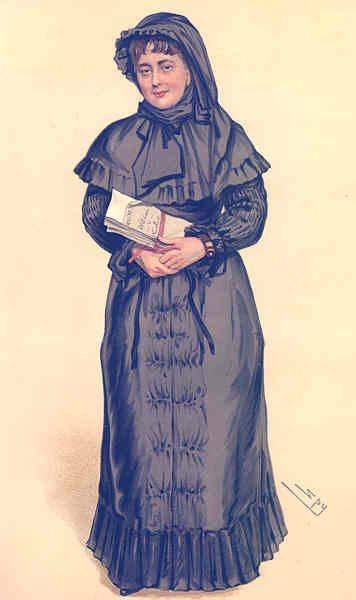
Georgina Weldon asszony, „Spy”, 1884
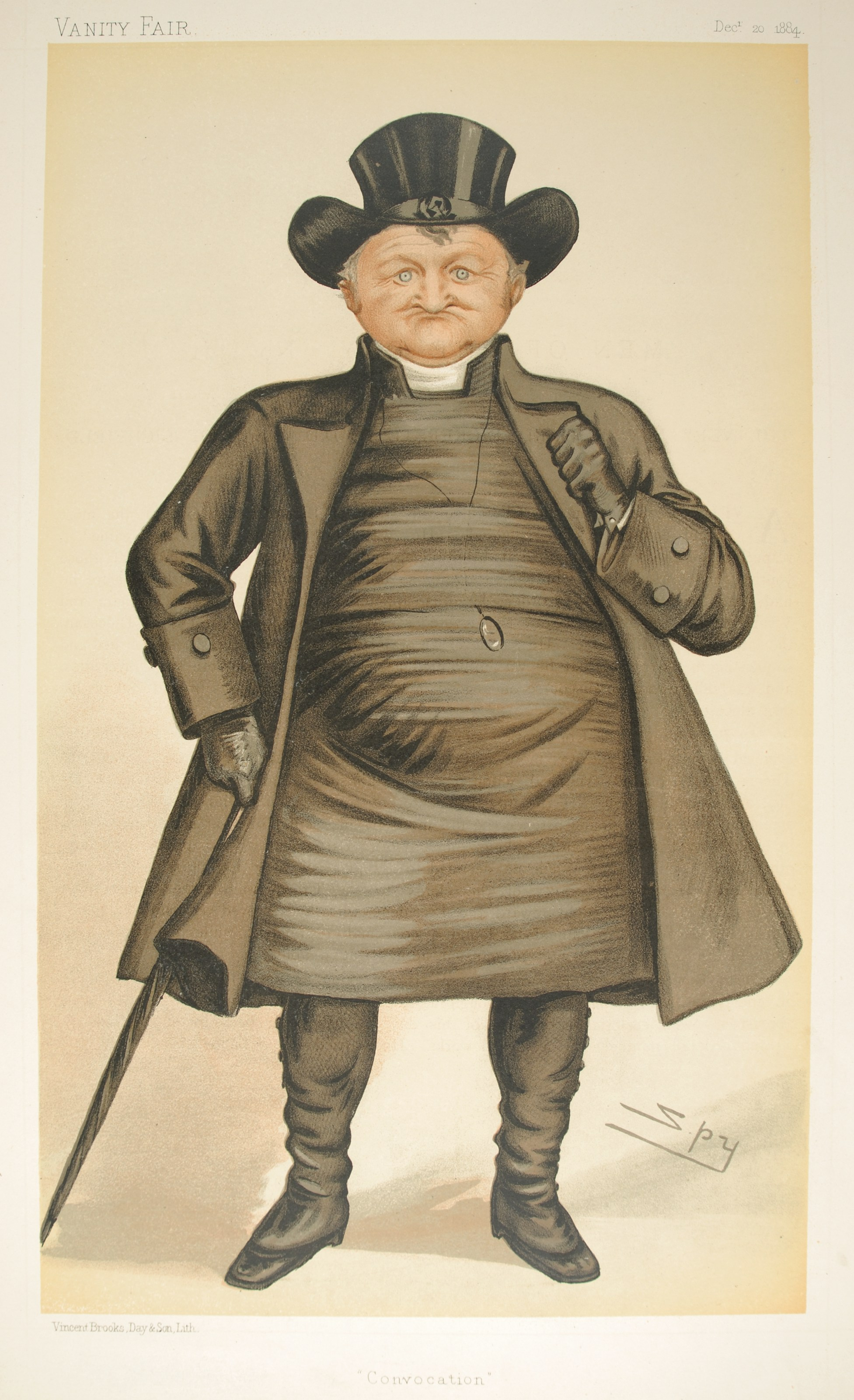
Edward Bickersteth Lichfield dékánja, „Spy”, 1884
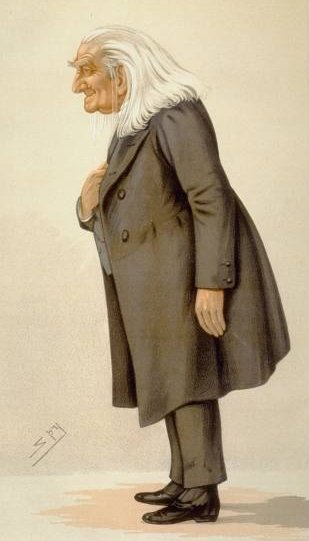
Liszt Ferenc, „Spy”, 1886
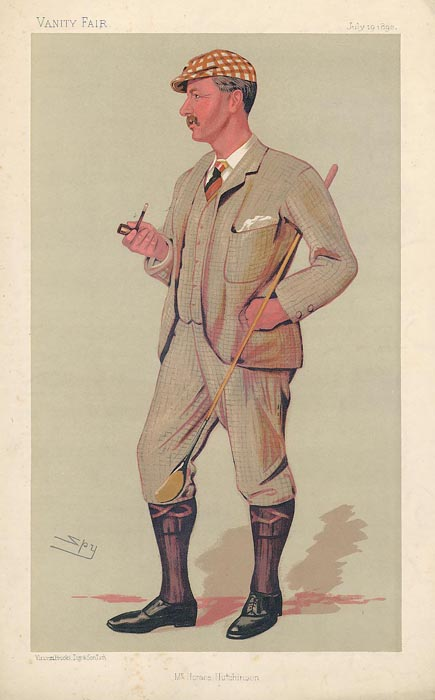
Horace Hutchinson golfbajnok, „Spy”, 1890
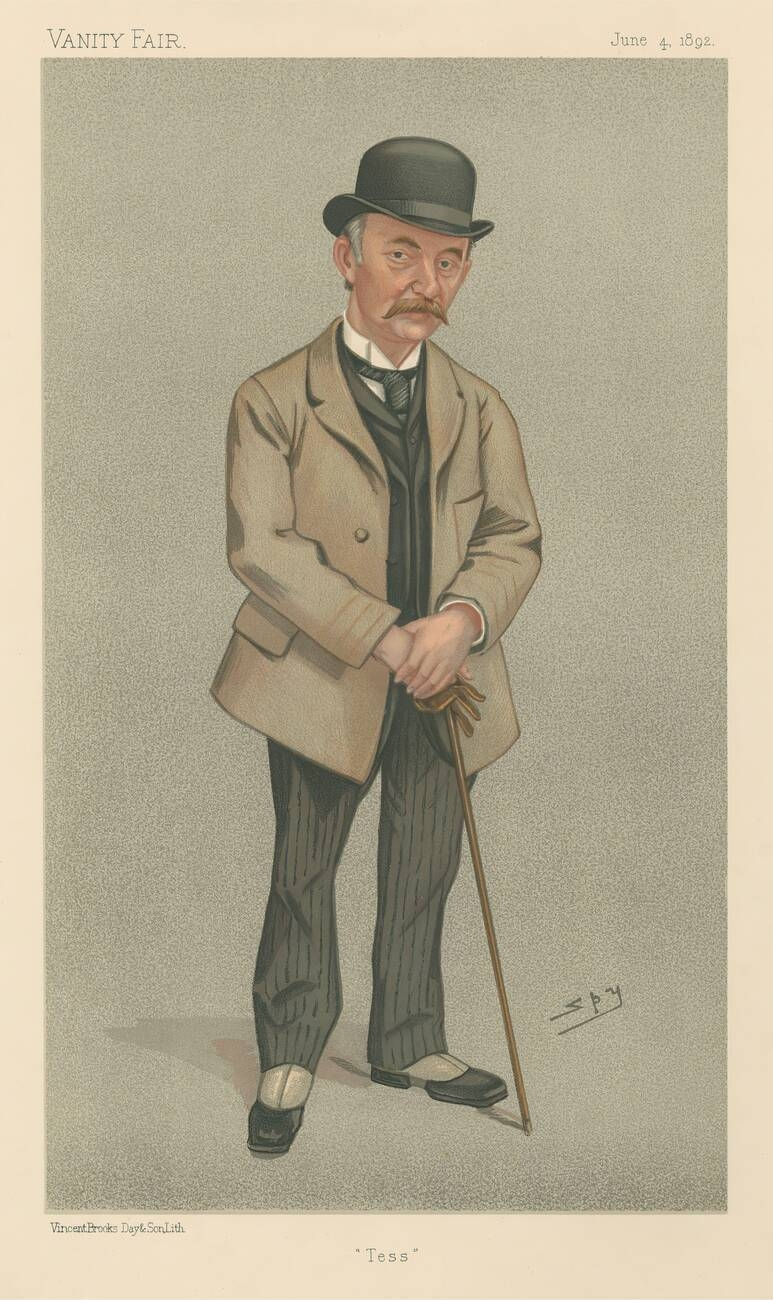
Thomas Hardy, „Spy”, 1892
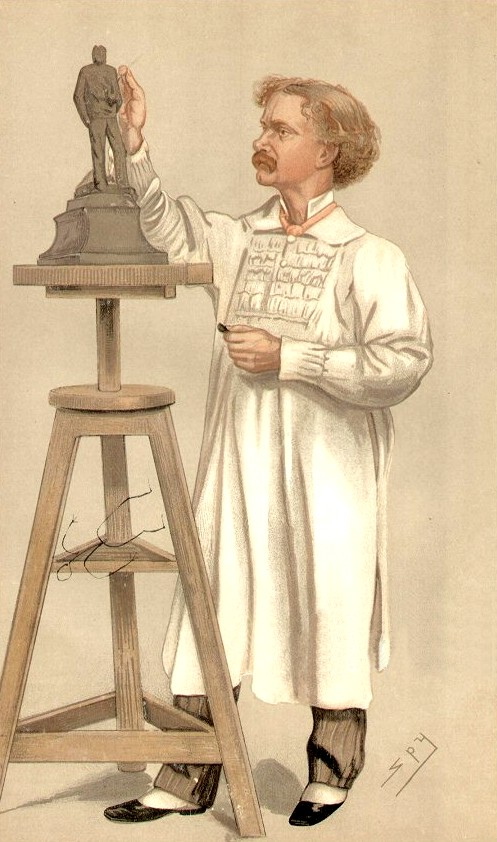
Hamo Thornycroft szobrász, „Spy”, 1892
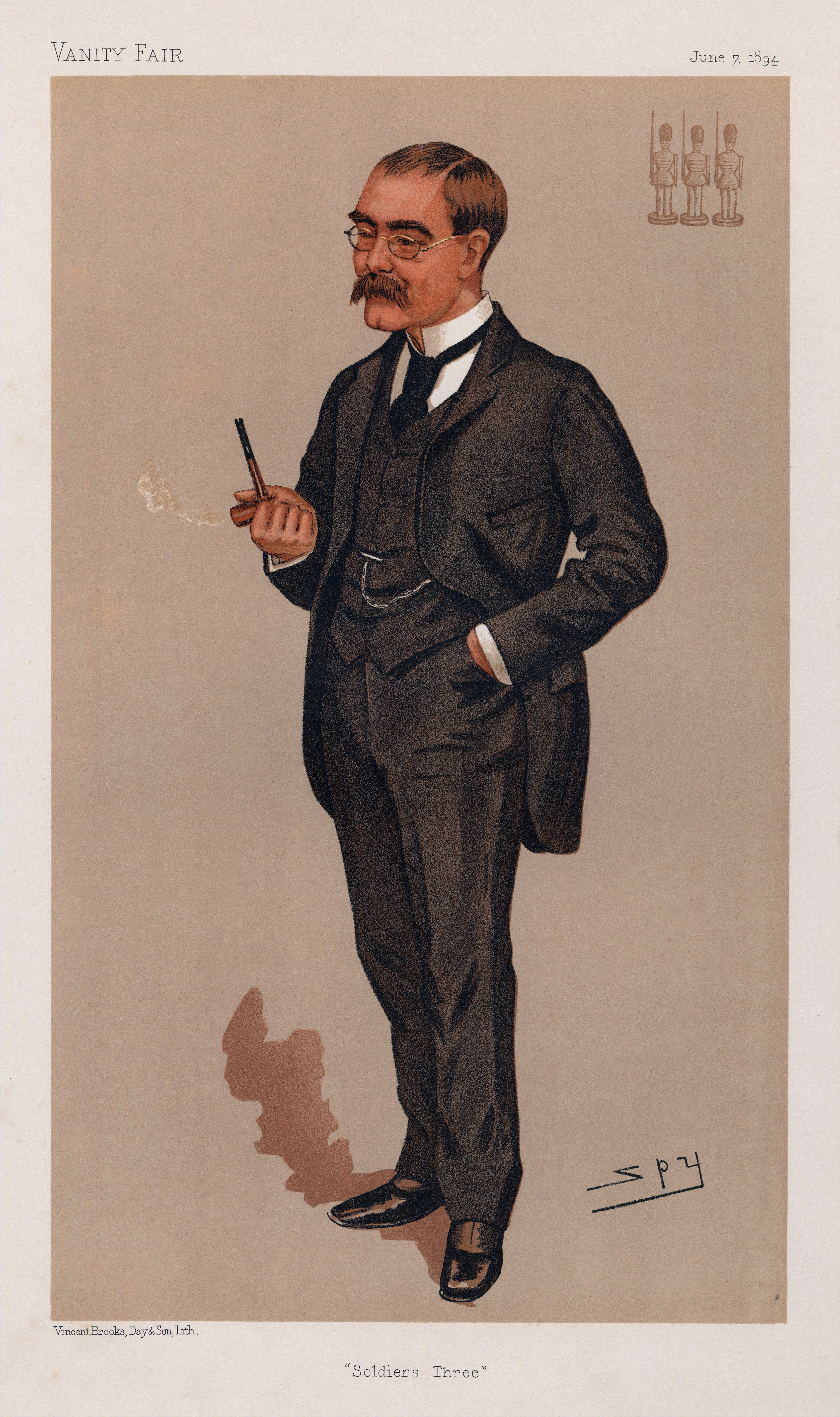
Rudyard Kipling, „Spy”, 1894
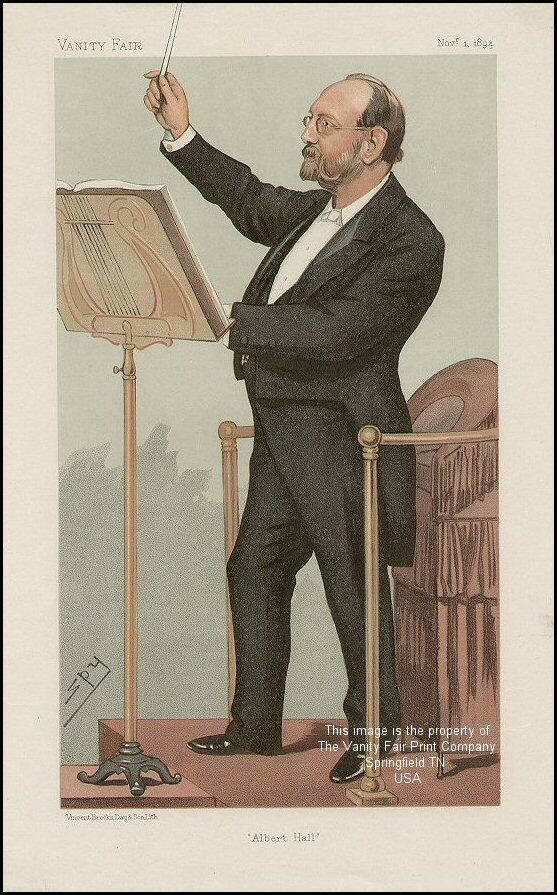
Joseph Barnby zeneszerző, „Spy”, 1894
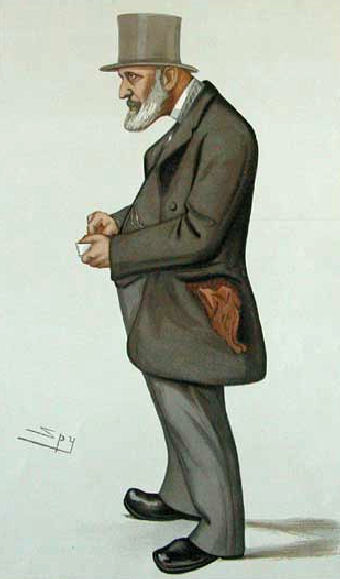
James Edwin Thorold Rogers, „Spy”, 1896
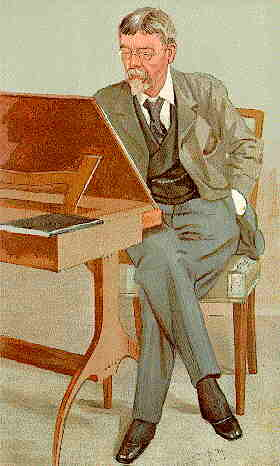
George du Maurier, „Spy”, 1896
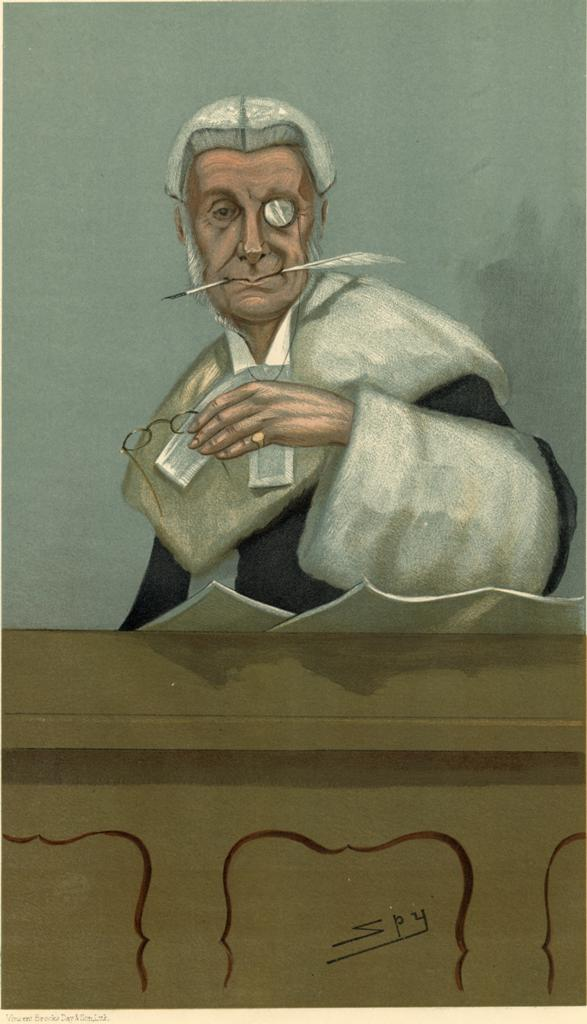
Arthur Moseley Channell, „Spy”, 1898
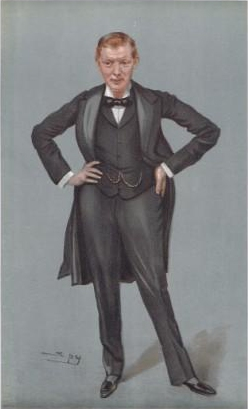
Winston Churchill, „Spy”, 1900
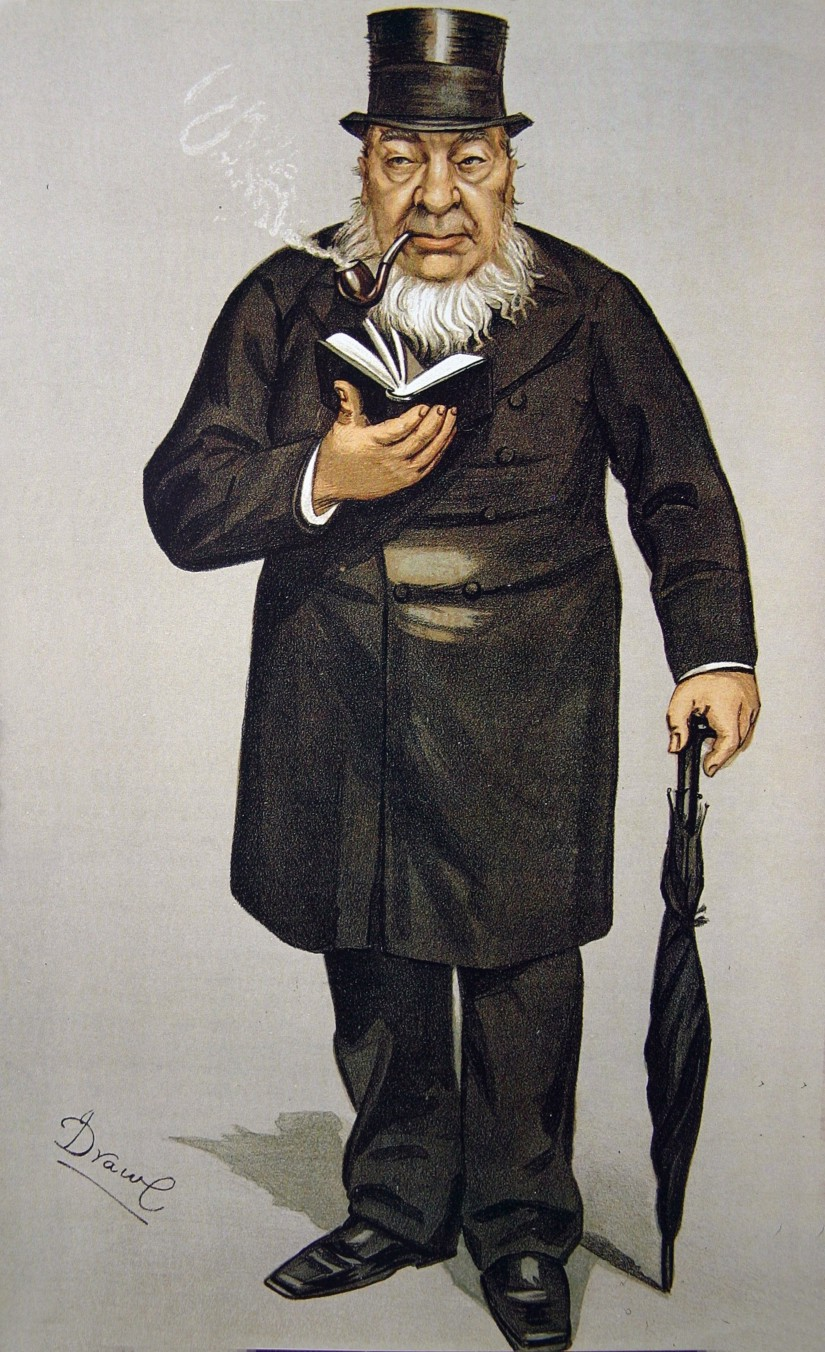
Paul Kruger a Dél-afrikai Köztársaság elnöke, „Spy”, 1900
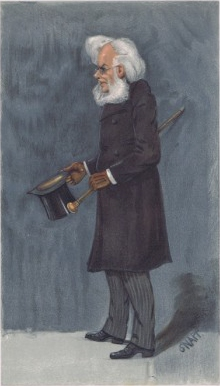
Henrik Ibsen, „Snapp”, 1901
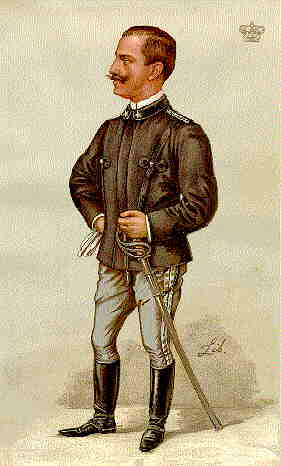
III. Viktor Emánuel olasz király, Liborio Prosperi, 1902
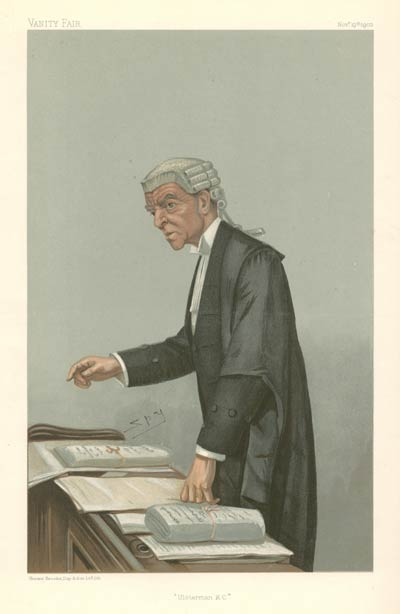
Robert McCall ügyvéd, „Spy”, 1903
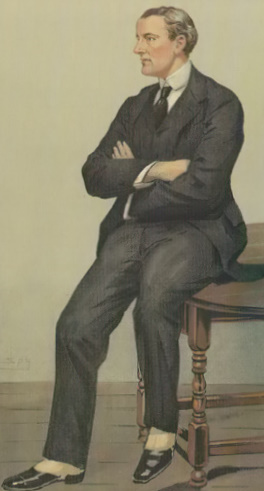
Edward Marshall Hall sztárügyvéd, „Spy” 1903
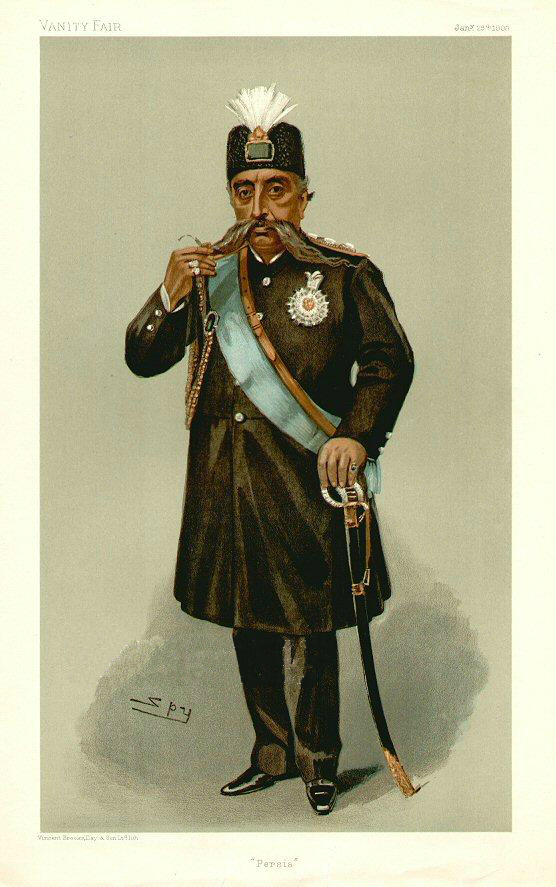
Mozaffar ad-Din perzsa sah, „Spy”, 1903
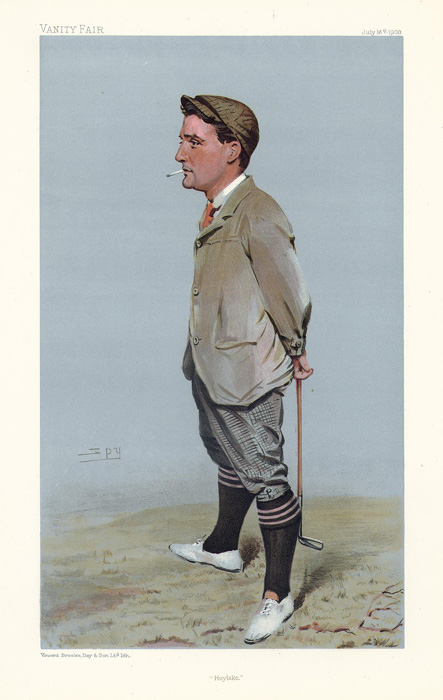
Harold Hilton golfbajnok, „Spy”, 1903
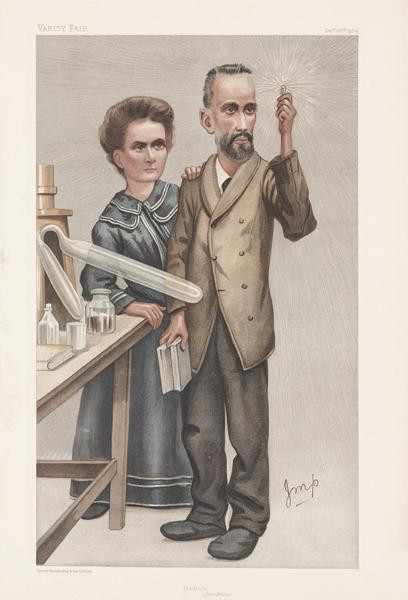
Pierre és Marie Curie, 1904
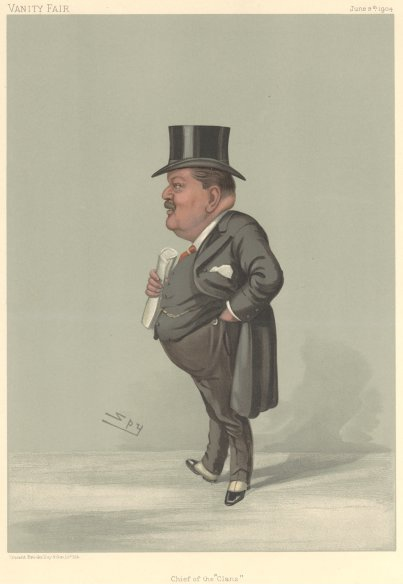
Charles Cayzer báró, „Spy”, 1904
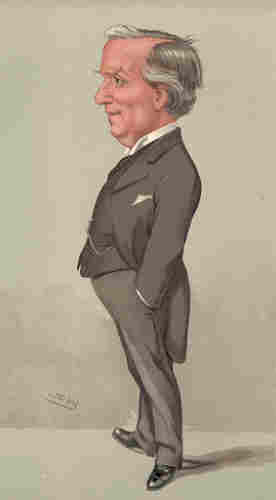
Herbert Asquith miniszterelnök, „Spy”, 1904
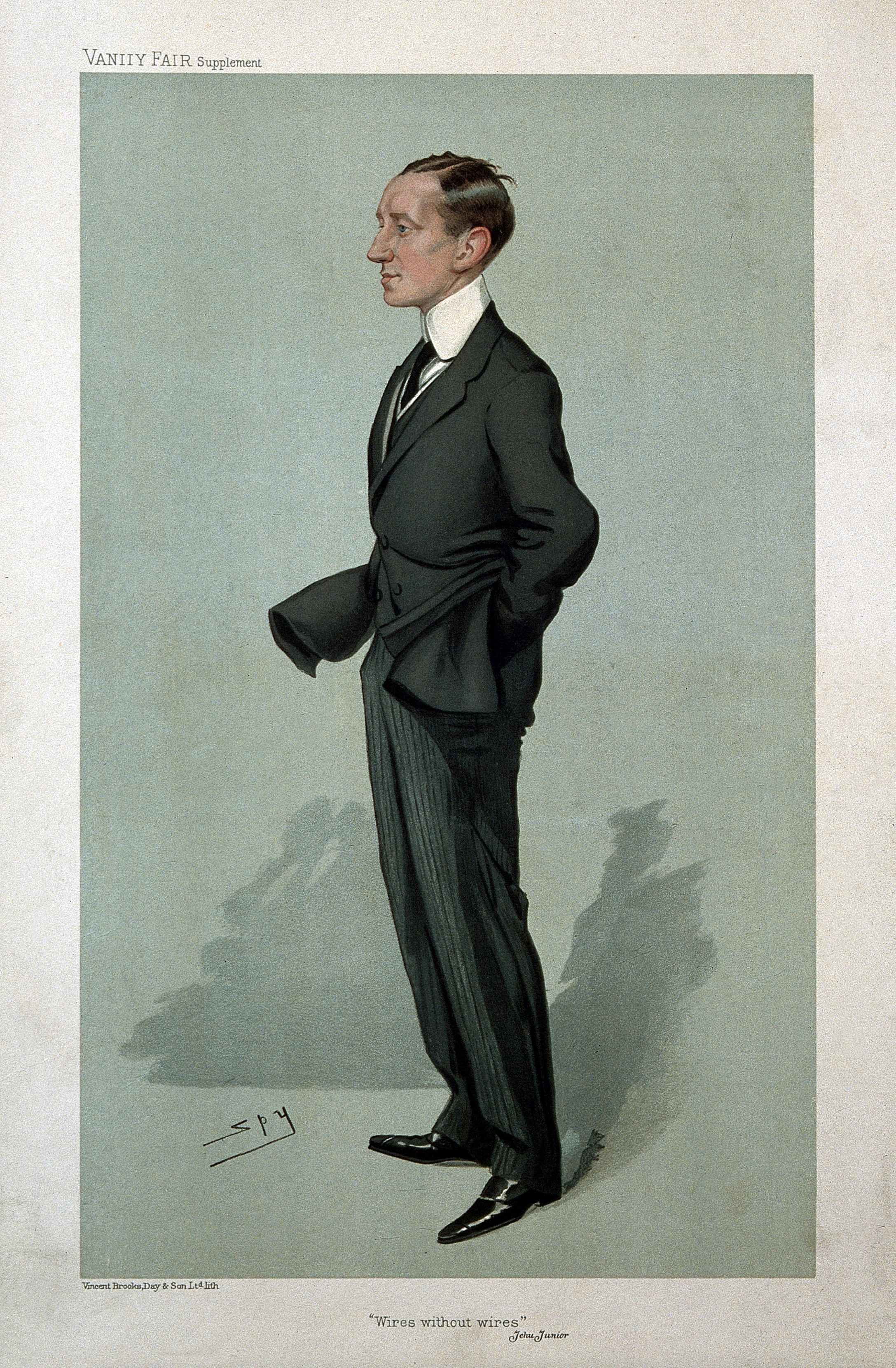
Guglielmo Marconi, „Spy”, 1905
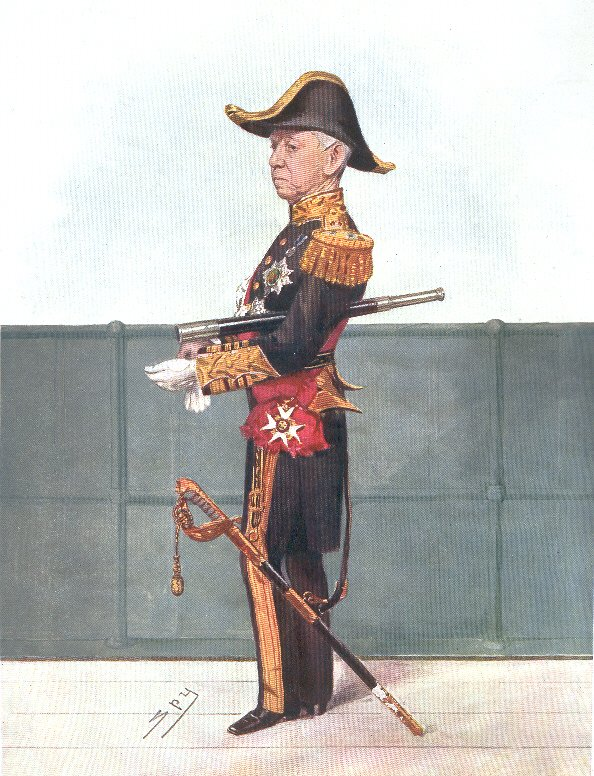
Sir Compton Edward Domvile admirális, „Spy”, 1906
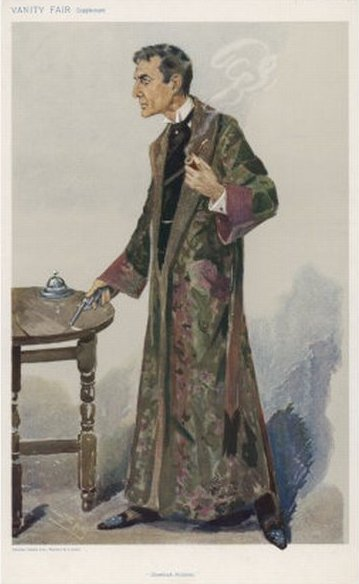
William Gillette Sherlock Holmesként, „Spy”, 1907
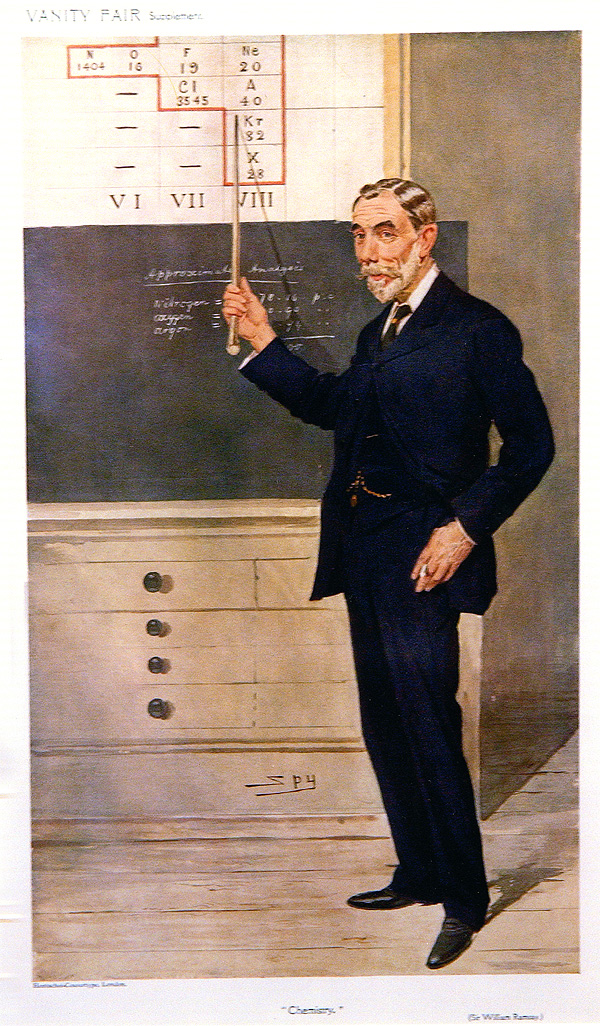
William Ramsay, „Spy”, 1908
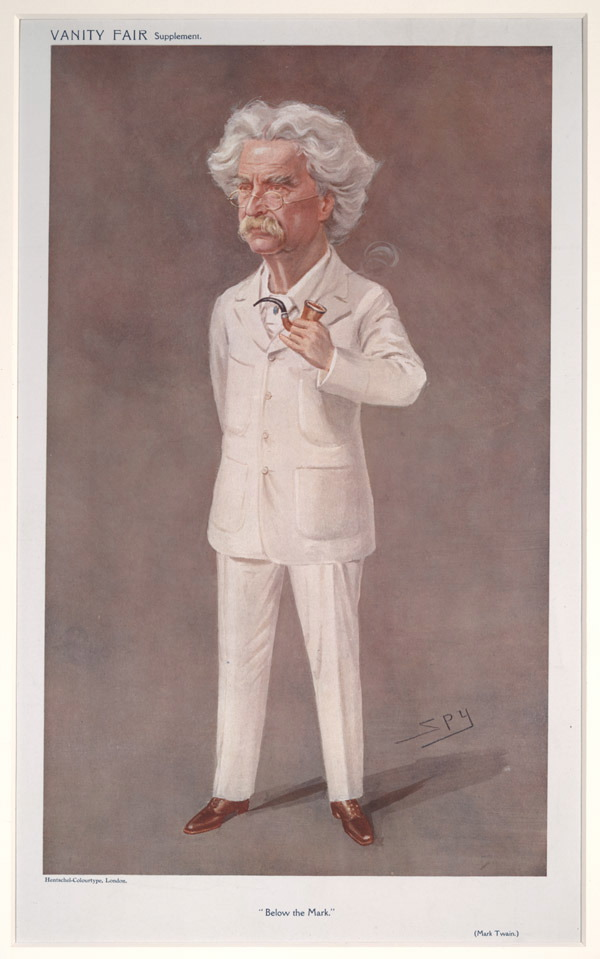
Mark Twain, „Spy”, 1908
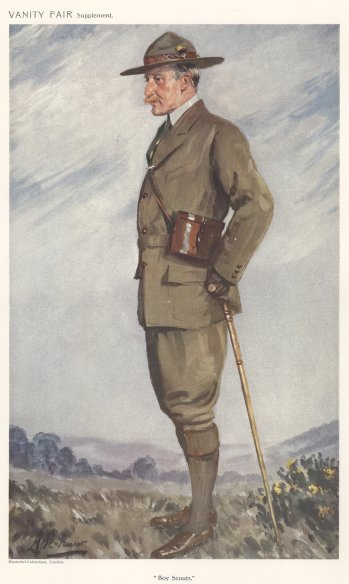
Robert Baden-Powell főcserkész, 1911

## Bibliográfia
Paul R. Spring: Vanity Fair, Bertram Fletcher Robinson, MX Publishing, London, 2009 ISBN 1-904312-53-5

## Fordítás
Ez a szócikk részben vagy egészben  a   Vanity Fair (rivista britannica) című olasz Wikipédia-szócikk ezen változatának fordításán alapul.  Az eredeti cikk szerkesztőit annak laptörténete sorolja fel. Ez a jelzés csupán a megfogalmazás eredetét és a szerzői jogokat jelzi, nem szolgál a cikkben szereplő információk forrásmegjelöléseként.
Ez a szócikk részben vagy egészben  a   Vanity Fair (rivista britannica) című olasz Wikipédia-szócikk ezen változatának fordításán alapul.  Az eredeti cikk szerkesztőit annak laptörténete sorolja fel. Ez a jelzés csupán a megfogalmazás eredetét és a szerzői jogokat jelzi, nem szolgál a cikkben szereplő információk forrásmegjelöléseként.